# Падневичи
Падневичи (бел. Падневічы) — деревня в Воложинском районе Минской области, Белоруссии. Рядом с деревней протекает река Ислочь.

## География
Расположена в 48 км на юго-восток от Воложина и в 60 км на северо-запад от Минска.
Рельеф местности — равнинно-гористый.
Деревня находится недалеко от реки Ислочь.
Близлежащие населённые пункты: Врублёвщина, Гуды.

## История
- В 1800 г. Падневичи находились в Минском уезде и были шляхетской собственностью[1].
- В 1852 г. на кладбище была построена каменная каплица. В это время деревня принадлежала помещице А.Маралшовай[1].
- В 1916 г. было открыто одноклассное училище[1].
- В 1921 г. деревня была под властью Польши[1].
- В 1939 г. под властью БССР[1].
- С 12.10.1940 г. Падневичи были центром сельсовета в Ивенецком районе, Барановичской области. В этот момент деревня насчитывала 50 дворов и 276 жителей[1].
- С 25.06.1941 г. по 04.07.1944 г. деревня находилась под немецко-фашистской оккупацией. На войне погибло 7 жителей деревни[1].
- 19.12.1949 г. организован колхоз «Камінтэрн». Деревня была в составе колхоза «Верны шлях». Были размещены: бригада, ферма крупного рогатого скота, кормоцех, столярно-плотницкая мастерская, 8-летная школа (12 учителей), клуб, библиотека с фондом более 10 тыс. книг, фельдшерско-акушерский пункт, отделение сберегательного банка, отделение связи, магазин, 3 спортивные площадки[1].
- С 08.01.1954 г. деревня была в составе Молодечинской области[1].
- С 27.03.1959 г. сельсовет переименовали в Пряльникский[1].
- С 07.07.1962 г. сельсовет снова переименовали в Падневичский[1].
- С 25.12.1962 г. деревня находилась в Столбцовском районе[1].
- С 06.01.1965 г. деревня находилась в Воложенском районе, Минской области[1].
- В начале 2000-х г. сельсовет переименован в Пряльникский[1].
- На данное время (2009 г.) в деревне есть отделение связи, магазин и клуб[1].

### Население
- В 1800 году деревня насчитывала 10 дворов, 73 жителя и хозяйский дом[1].
- В 1897 году деревня насчитывала 23 двора, 138 жителей, хлебозапасный магазин, фольварк, 1 двор, 5 жителей[1].
- В 1908 году деревня насчитывала 177 жителей, а в фольварке 16[1].
- В 1959 году деревня насчитывала 261 жителя[1].
- В 1994 году деревня насчитывала 70 дворов и 137 жителей[1].
- В 2008 году деревня насчитывала 50 хозяйств и 110 жителей[1].

## Интересные места
В 2-х километрах от Падневич, на кладбище, расположена часовня-усыпальница Жабровских.
Также на этом кладбище расположена могила белорусского писателя В. Дунина-Марцинкевича.